# Ignacy z Santhià
Ignacy z Santhia (ur. 5 czerwca 1686, zm. 22 września 1770) – włoski kapucyn, święty Kościoła katolickiego.

## Życiorys
Ignacy z Santhia pochodził z wielodzietnej rodziny. Studia teologiczne ukończył w Vercelli. W 1710 roku otrzymał święcenia kapłańskie anastępnie pracował w jako duszpasterz w Vercelli i w Santhià. 24 maja 1716 roku wstąpił do Zakonu Braci Mniejszych Kapucynów w Chieri. 31 sierpnia 1731 r. został mistrzem nowicjatu oraz wikariuszem klasztoru w Mondově. Funkcję tę sprawował przez kolejne trzynaście lat. Z powodu nagłej choroby utracił niemal całkowicie wzrok. Pomimo to w latach 1744–1746 był kapelanem w szpitalach w Asti, Vinovie, Alessandrii, gdzie opiekował się rannymi żołnierzami. Po wyzwoleniu Piemontu powrócił do Turynu, gdzie przez ostatnie 24 lata życia był spowiednikiem i kierownikiem duchownym. Zmarł 22 września 1770 r.
Został beatyfikowany przez papieża Paweł VI 17 kwietnia 1966 roku, a kanonizowany przez papieża Jan Paweł II 19 maja 2002 roku.